# World Cup (snooker)
World Cup är en professionell inbjudningsturnering i snooker som grundades 1979 och hölls regelbundet fram till 1990 med ett kort återkommande 1996. På grund av bristande sponsorintäkter lades tävlingen därefter ner men återuppstod igen 2011 och kom att återupptas 2015
Turneringen spelas i lag, där två (tre före 2011) representanter för ett land bildar ett lag. Regerande mästare är Kina som vann med sitt andra lag i 2015 års turnering.

## Vinnare
| År                  | Vinnare             | Vinnare                                    | Motståndare         | Motståndare                                | Resultat            | Säsong              |
| År                  | Lag                 | Spelare                                    | Lag                 | Spelare                                    | Resultat            | Säsong              |
| World Challenge Cup | World Challenge Cup | World Challenge Cup                        | World Challenge Cup | World Challenge Cup                        | World Challenge Cup | World Challenge Cup |
| ------------------- | ------------------- | ------------------------------------------ | ------------------- | ------------------------------------------ | ------------------- | ------------------- |
| 1979                | Wales               | Terry Griffiths Doug Mountjoy Ray Reardon  | England             | Fred Davis Graham Miles John Spencer       | 14 – 3              | 1979/80             |
| 1980                | Wales               | Terry Griffiths Doug Mountjoy Ray Reardon  | Kanada              | Kirk Stevens Cliff Thorburn Bill Werbeniuk | 8 – 5               | 1980/81             |
| World Team Classic  |                     |                                            |                     |                                            |                     |                     |
| 1981                | England             | Steve Davis John Spencer David Taylor      | Wales               | Terry Griffiths Doug Mountjoy Ray Reardon  | 4 – 3               | 1981/82             |
| 1982                | Kanada              | Kirk Stevens Cliff Thorburn Bill Werbeniuk | England             | Steve Davis Tony Knowles Jimmy White       | 4 – 2               | 1982/83             |
| 1983                | England             | Steve Davis Tony Knowles Tony Meo          | Wales               | Terry Griffiths Doug Mountjoy Ray Reardon  | 4 – 2               | 1983/84             |
| World Cup           |                     |                                            |                     |                                            |                     |                     |
| 1985                | Irland              | Alex Higgins Eugene Hughes Dennis Taylor   | England A           | Steve Davis Tony Knowles Tony Meo          | 9 – 7               | 1984/85             |
| 1986                | Irland A            | Alex Higgins Eugene Hughes Dennis Taylor   | Kanada              | Kirk Stevens Cliff Thorburn Bill Werbeniuk | 9 – 7               | 1985/86             |
| 1987                | Irland A            | Alex Higgins Eugene Hughes Dennis Taylor   | Kanada              | Kirk Stevens Cliff Thorburn Bill Werbeniuk | 9 – 2               | 1986/87             |
| 1988                | England             | Steve Davis Jimmy White Neal Foulds        | Australien          | Eddie Charlton Warren King John Campbell   | 9 – 7               | 1987/88             |
| 1989                | England             | Steve Davis Jimmy White Neal Foulds        | Resten av världen   | Tony Drago Dene O'Kane Silvino Francisco   | 9 – 8               | 1988/89             |
| 1990                | Kanada              | Cliff Thorburn Bob Chaperon Alain Robidoux | Nordirland          | Dennis Taylor Alex Higgins Tommy Murphy    | 9 – 5               | 1989/90             |
| 1996                | Skottland           | Stephen Hendry John Higgins Alan McManus   | Irland              | Ken Doherty Fergal O'Brien Stephen Murphy  | 10 – 7              | 1996/97             |
| 2011                | Kina                | Ding Junhui Liang Wenbo                    | Nordirland          | Mark Allen Gerard Greene                   | 4 – 2               | 2011/12             |
| 2015                | Kina B              | Zhou Yuelong Yan Bingtao                   | Skottland           | John Higgins Stephen Maguire               | 4 – 1               | 2015/16             |